# Cechie Karlín
El Cechie Karlín fue un equipo de fútbol de la República Checa que alguna vez jugó en la Primera División de Checoslovaquia, la máxima categoría del desaparecido país.

## Historia
Fue fundado en el año 1898 en la capital Praga con el nombre Slavoj Karlín y fue uno de los equipos de fútbol más viejos de Checoslovaquia.
Fue uno de los equipos fundadores de la Primera División de Checoslovaquia en 1925 en donde terminó en sexto lugar en la temporada inaugural. En su historia el club llegó a militar en temporadas diversas en la Primera División de Checoslovaquia entre 1925 y 1951, última temporada en la que participó en la máxima categoría de Checoslovaquia, disputando 215 partidos y registrando 52 victorias, 34 empates y 129 derrotas, anotó 363 goles y recibió 654.
Tras la separación de Checoslovaquia en 1993, el club forma parte de la Liga Regional de Praga, quinta división de República Checa, y estuvo vagando entre la cuarta y quinta división hasta que en 2002 el club se fusiona con el TJ Dubec y dan origen al SK Cechie Dubec, aunque la institución siguió jugando en la quinta división por dos temporadas hasta su desaparición definitiva en 2004.

## Nombres
- 1898-99 : Sportovní kroužek Slavoj Karlín
- 1899-1948 : Čechie Karlín
- 1948-50 : Sokol Čechie Karlín
- 1950-51 : Sokol OD Karlín
- 1951-53 : Sokol ČKD Dukla Karlín
- 1953-67 : Spartak Karlín Dukla
- 1967-96 : Čechie Karlín
- 1996-2002 : Čechie Karlín BVB
- 2002-04 : Čechie Karlín

## Palmarés
- Pražský přebor: 1

1996/97
- Pražská I. A třída: 1

1994/95